# Carretera de Nebraska 78
La Carretera de Nebraska 78, y abreviada NE 78 (en inglés: Nebraska Highway 78) es una carretera estatal estadounidense ubicada en el estado de Nebraska. La carretera inicia en el Oeste desde la KS 128  en la frontera de Kansas hacia el Este en la NE 4  oeste de Lawrence. La carretera tiene una longitud de 32,2 km (20.02 mi).

## Mantenimiento
Al igual que las autopistas interestatales, y las rutas federales y el resto de carreteras estatales, la Carretera de Nebraska 78 es administrada y mantenida por el Departamento de Carreteras de Nebraska por sus siglas en inglés NDOR.

## Cruces
La Carretera de Nebraska 78 es atravesada principalmente por la  US 136  norte de Guide Rock.